# Hololepta yucateca
Hololepta yucateca är en skalbaggsart som först beskrevs av Sylvain Auguste de Marseul 1853.  Hololepta yucateca ingår i släktet Hololepta och familjen stumpbaggar.

## Underarter
Arten delas in i följande underarter:
- H. y. yucateca
- H. y. princeps